# Everyone Is Everybody Else
Everyone Is Everybody Else ist das fünfte Studioalbum der englischen Rockband Barclay James Harvest (BJH). Mit neun Liedern wurde es am 14. Juni 1974 von Polydor als LP veröffentlicht; am 2. Juni 2003 erschien von Polydor/Universal eine um fünf Bonus-Lieder erweiterte Remaster-Version als CD.

## Entstehung und Veröffentlichung
Nach dem vierten Album Baby James Harvest, dessen Kritiken und Verkaufszahlen unter den Erwartungen blieben, verließ die Band ihre bisherige Plattenfirma EMI und wechselte zu Polydor. Mit dem neuen Label und dem neuen Produzenten Rodger Bain sollte nun nicht wieder ein Album mit kostspieligem Orchester aufgenommen werden. Die Zusammenarbeit mit Bain, der bislang vor allem Hard-Rock-Bands wie Black Sabbath produziert hatte, verlief allerdings nicht zur Zufriedenheit der Band. Die erste CD-Fassung des Albums (Polydor) erschien 1987, und 2003 wurde ein Remaster (Polydor/Universal) veröffentlicht, das fünf Bonus-Lieder enthält.
Auf der Tournee, die der Veröffentlichung von Everyone Is Everybody Else folgte, wurde das erste Livealbum von Barclay James Harvest aufgenommen; es erschien 1974 mit Namen Live.

## Titelliste

### Original-Album
Das Original-Album („Polydor 2383 286“) von 1974 enthält 9 Lieder; es insgesamt 39 Minuten und 22 Sekunden lang.
| Seite 1 (Laufzeit 19:36): 1. Child of the Universe – 5:06 (John Lees) 2. Negative Earth – 5:32 (Les Holroyd/Mel Pritchard) 3. Paper Wings – 4:19 (Les Holroyd/Mel Pritchard) 4. The Great 1974 Mining Disaster – 4:39 (John Lees) | Seite 2 (Laufzeit 19:46): 1. Crazy City – 4:09 (Les Holroyd) 2. See Me See You – 4:37 (John Lees) 3. Poor Boy Blues – 3:05 (Les Holroyd) 4. Mill Boys – 2:47 (John Lees) 5. For No One – 5:08 (John Lees) |

### Remaster-Album
Das Remaster-Album („Polydor/Universal 065 401-2“) von 2003, das mit leicht abweichenden Längen die 9 Lieder des Original-Albums und 5 Bonus-Lieder enthält, ist insgesamt 1 Stunde, 2 Minuten und 1 Sekunden lang.
| Original-Lieder (Laufzeit 39:31): 1. Child of the Universe – 5:06 (John Lees) 2. Negative Earth – 5:34 (Les Holroyd/Mel Pritchard) 3. Paper Wings – 4:18 (Les Holroyd/Mel Pritchard) 4. The Great 1974 Mining Disaster – 4:45 (John Lees) | 1. Crazy City – 4:08 (Les Holroyd) 2. See Me See You – 4:37 (John Lees) 3. Poor Boy Blues – 3:04 (Les Holroyd) 4. Mill Boys – 2:48 (John Lees) 5. For No One – 5:11 (John Lees) |

Bonus-Lieder (Laufzeit 22:30):
1. Child of the Universe – 2:55 (John Lees)
aufgenommen und abgemischt in den Polydor studios, London, 5. Januar 1975; US single version, April 1975
2. The Great 1974 Mining Disaster – 4:51 (John Lees)
Original mix – zuvor unveröffentlicht
3. Maestoso (A Hymn in the Roof of the World) – 5:30 (Woolly Wolstenholme)
BJH-Version: aufgenommen in den Olympic Studios, London, März 1975
4. Negative Earth – 5:37 (Les Holroyd/Mel Pritchard)
Original mix – zuvor unveröffentlicht
5. Child of the Universe – 3:37 (John Lees)
aufgenommen und abgemischt in den Advision Studios, London, 21. Februar 1975; Remake for planned U.S. single

## Stil
Barclay James Harvest lassen mit dem neuen Produzenten die opulenten orchestralen Arrangements der vorherigen Alben weitgehend hinter sich und wenden sich mehr dem Artpop und Artrock mit Harmoniegesang und gelegentlichen Folkeinflüssen zu. Es gibt Anklänge an die Stile von The Beatles, Crosby, Stills and Nash und Pink Floyd.

## Rezeption
Obwohl die Band selbst nicht zufrieden mit Everyone Is Everybody Else war, wurde das Album ein Kritiker- und Verkaufserfolg. In Allmusic ist es als bis dato bestes von Barclay James Harvest beschrieben – unter anderem wegen seines „unglaublich tiefgründigen“ Klangs. Auf den Babyblauen Seiten heißt es unter anderem: „satter Mitt-70er-Softrock-Prog-Sound im musikalischen Spannungsfeld von Beatles, Crosby Stills & Nash und Pink Floyd; Klangqualität deutlich besser als auf dem sonst annähernd vergleichbaren Once again.“ Das eclipsed-Magazin lobte die „einnehmenden, süffigen, kurzen Nummern“ und nahm das Album in seine Liste der 150 wichtigsten Prog-Alben auf.

## Besetzung
- John Lees – Gitarre, Gesang
- Les Holroyd – Bass, Gitarre, Gesang
- Woolly Wolstenholme – Keyboard
- Mel Pritchard – Schlagzeug

## Aufnahme und Produktion

### Original-Album
Das Studioalbum Everyone Is Everybody Else wurde im März und April 1974 in den Londoner Olympic Studios (Barnes, London Borough of Richmond upon Thames) aufgenommen. Abgemischt wurde es im April desselben Jahres in den dortigen Trident Studios (Soho, West End, City of Westminster).
- Produzent: Rodger Bain
- Toningenieur: Rufus Cartwright (Olympic); Ted Sharp (Trident)
- Künstlerische Leitung und Cover-Gestaltung: Vincent McEvoy
- Original-LP-Fotografien: Alex Agor

### Remaster
Das Remastering aller Lieder des 2003er Remaster-Albums fand – basierend auf den Original-Bändern – im November 2002 in den Londoner Studios von The Audio Archiving Company (South Hampstead, London Borough of Camden) durch Paschal Byrne statt. Das Cover wurde von Phil Smee gestaltet.